# Henry Macintosh
Henry Maitland Macintosh (født 10. juni 1892, død 26. juli 1918) var en britisk atlet, som deltog i OL 1912 i Stockholm.
Macintosh vandt som stor dreng den såkaldte Challenge Cup i atletik tre år i træk som elev på Glenalmond College. Han kom derpå til Cambridge University og Corpus Christi College, hvor han fortsatte med at dyrke løb. Han havde ikke nogen stor sæson inden OL i 1912, men blev alligevel udtaget til legene. Her havde han ikke succes i 100 m og 200 m løbene. I 4 x 100 meterløb var han med på holdet sammen med Willie Applegarth, Victor d'Arcy og David Jacobs. I deres semifinale mod storfavoritterne fra USA profiterede briterne af, at amerikanerne blev diskvalificeret, og briterne var dermed i finalen. Her mødte de Tyskland og Sverige, og alle tre mandskaber havde slået den bestående verdensrekord i semifinalerne. Også her havde briterne det held, at en af deres modstandere (Tyskland) blev diskvalificeret, hvorpå briterne besejrede Sverige (og i øvrigt også var hurtigere end Tyskland) og sikrede sig guldet.
Året efter var Macintosh meget bedre løbende og vandt 100 yards løbet mod Oxford University, ligesom han blev skotsk mester på samme distance og satte britisk rekord med 9,8 sekunder på distancen i Wien.
Udover atletik dyrkede Macintosh også cricket.
I 1914 blev han udstationeret i Sydafrika, men blev kaldt hjem nogle måneder senere ved udbruddet af første verdenskrig. Her blev han en del af den britiske ottende bataljon, Argyll & Sutherland Highlanders. Han nåede en rang af kaptajn og blev dræbt ved Somme i sommeren 1918.